# 伊家店农场
伊家店农场是中华人民共和国吉林省松原市扶余市下辖的一个类似乡级单位。
1967年，中侨委曾以伊家店农场的一、二分场和扶余县新民乡三个知青点为基础，创建扶余华侨农场，在今松原市宁江区境内。

## 行政区划
下辖以下地区：
临江分场、新立分场、堰北分场、骑马屯分场、龙南分场、万发分场、西山分场、实验站分场和鹿队分场。